# Karol-Ann Canuel
Karol-Ann Canuel (Amos (Quebec), 18 april 1988) is een Canadees voormalig wielrenster. Ze werd driemaal wereldkampioen ploegentijdrijden en driemaal Canadees kampioen.
Met haar ploeg Specialized-lululemon werd ze in 2014 Wereldkampioen ploegentijdrit in het Spaanse Ponferrada. Een jaar later prolongeerde ze die titel met haar ploeg (onder de nieuwe naam Velocio-SRAM) op het WK ploegentijdrit in het Amerikaanse Richmond. Weer een jaar later, in 2016, won ze wederom het WK ploegentijdrit, maar nu met haar nieuwe ploeg Boels Dolmans. In de individuele tijdrit werd ze die jaren 6e, 15e en 19e.
Canuel kwam uit voor Canada op de Olympische Zomerspelen 2016 in Rio de Janeiro. Ze werd 13e in de tijdrit en 25e in de wegrit. Vijf jaar later werd ze namens Canada tijdens de Olympische Zomerspelen 2020 in Tokio 14e in de tijdrit en 16e in de wegrit.

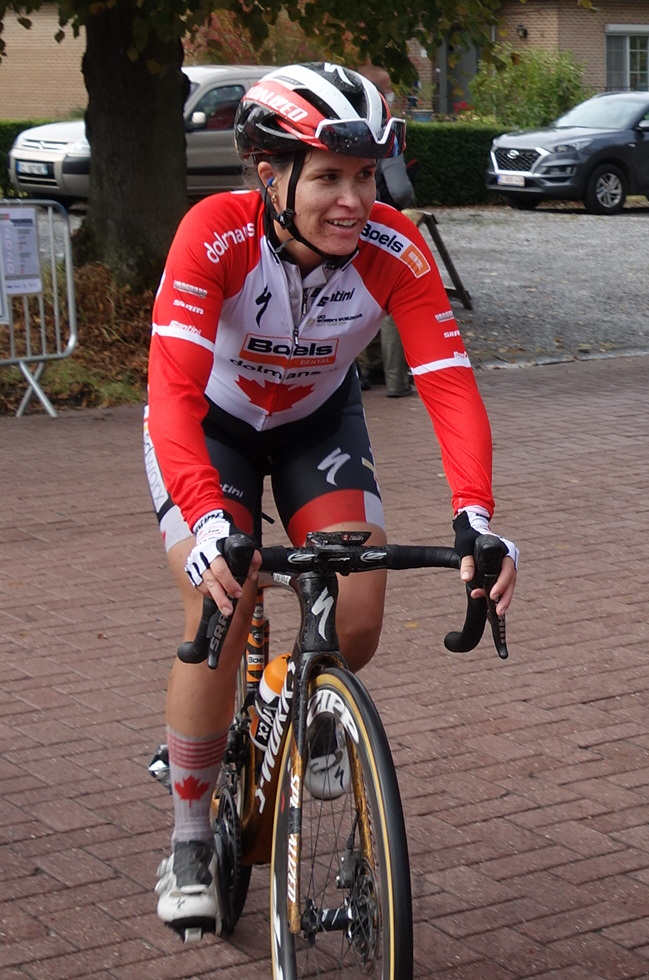
Canuel in de Canadese kampioenstrui na de Waalse Pijl 2020

Vanaf 2016 reed ze zes jaar voor de Nederlandse wielerploeg Boels Dolmans Cycling Team. Op 27 juni 2017 werd ze voor de tweede keer Canadees kampioene tijdrijden en drie dagen later won ze met haar ploeg Boels Dolmans de eerste etappe (een ploegentijdrit) van de Giro Rosa, waarbij zij als eerste finishte en dus de eerste roze trui mocht ontvangen. Op 29 juni 2019 won ze voor het eerst de wegwedstrijd tijdens de nationale kampioenschappen. Na het wereldkampioenschap 2021 in Leuven hing ze haar fiets aan de wilgen.

## Belangrijkste overwinningen

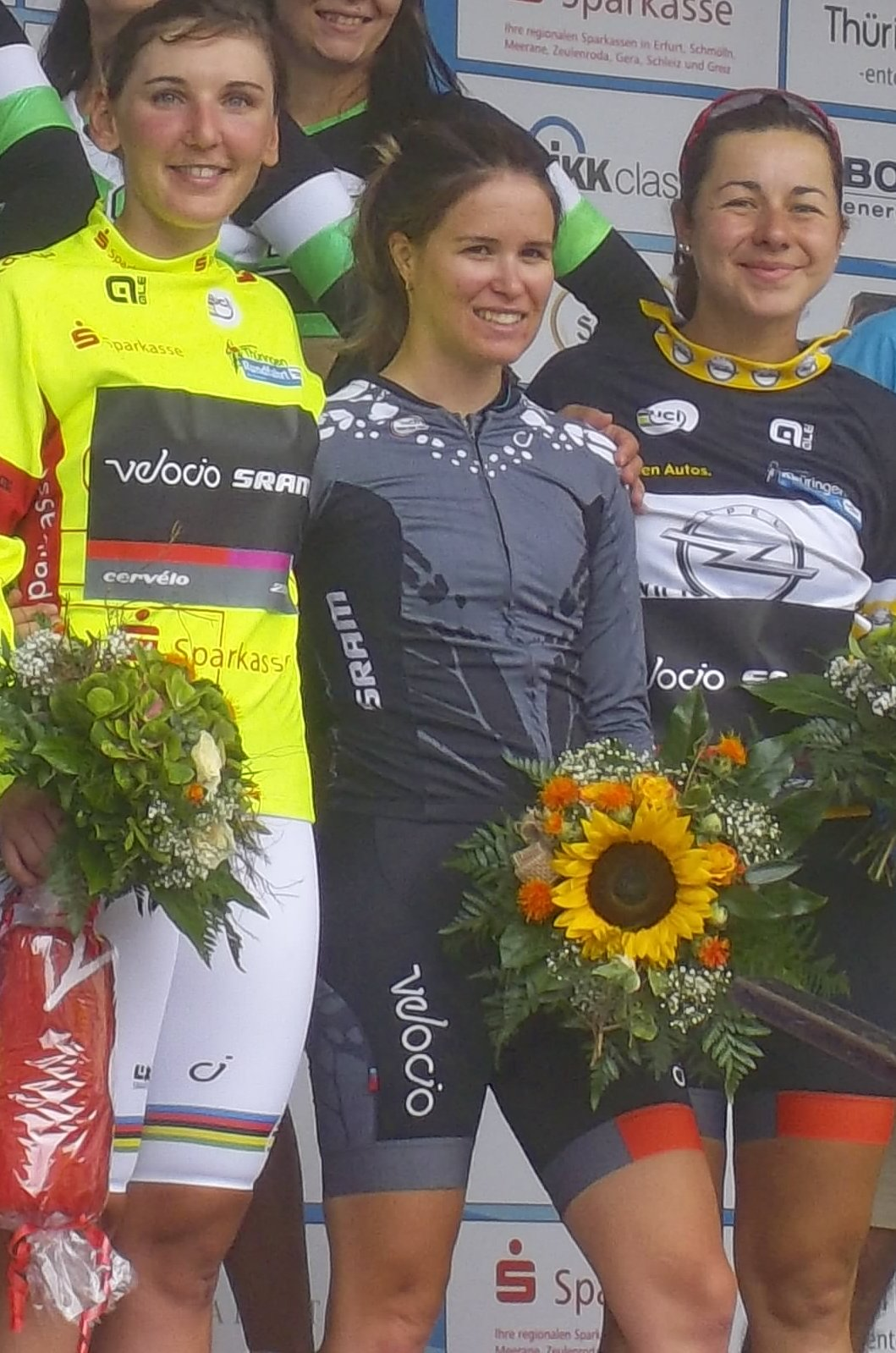
Canuel met haar team Velocio-SRAM in Thüringen Rundfahrt 2015

2006
- Canadees kampioen op de weg, junioren
- Canadees kampioenschap tijdrijden, junioren

2008
- Canadees kampioenschap tijdrijden, beloften

2009
- Canadees kampioenschap op de weg, beloften

2013
- 5e etappe Tour de l'Ardèche

2014
- WK Ploegentijdrit in Ponferrada
- Open de Suède Vårgårda (TTT)

2015
- WK Ploegentijdrit in Richmond
- Canadees kampioen tijdrijden, elite
- Open de Suède Vårgårda (TTT)
- Chrono Gatineau (ITT)
- 4e etappe Gracia Orlová
- 7e etappe Thüringen Rundfahrt

2016
- WK Ploegentijdrit in Doha, Qatar
- Open de Suède Vårgårda (TTT)
- 2e etappe (TTT) Holland Ladies Tour
- Canadees kampioenschap tijdrijden
- Chrono Gatineau

2017
- Canadees kampioen tijdrijden, elite
- Volta Limburg Classic
- Open de Suède Vårgårda (TTT)
- Chrono Gatineau
- WK Ploegentijdrit in Bergen

2018
- Open de Suède Vårgårda (TTT)
- Chrono Gatineau
- Canadees kampioenschap tijdrijden
- WK Ploegentijdrit in Innsbruck

2019
- Canadees kampioen op de weg, elite
- Canadees kampioenschap tijdrijden